# Izolinije u meteorologiji
Meteorološke izolinije temelje se na interpolaciji točkovnih podataka primljenih od meteoroloških postaja i meteoroloških satelita . Vremenske postaje rijetko su točno postavljene na liniji konture (kada jesu, to označava mjerenje koje je točno jednako vrijednosti konture). Umjesto toga, crtaju se linije kako bi se najbolje približile lokacije točnih vrijednosti, na temelju dostupnih raspršenih informacijskih točaka.
Meteorološke karte kontura mogu predstavljati prikupljene podatke kao što je stvarni tlak zraka u određenom trenutku ili generalizirane podatke kao što je prosječni tlak u određenom vremenskom razdoblju ili prognozirane podatke kao što je predviđeni tlak zraka u nekom trenutku u budućnosti.
Termodinamički dijagrami koriste više skupova kontura koji se preklapaju (uključujući izobare i izoterme) kako bi prikazali sliku glavnih termodinamičkih čimbenika u vremenskom sustavu.

## Tlak zraka
Izobara (s βάρος ili baros znači „težina”) je linija jednakog ili konstantnog tlaka. Točnije, izobare su linije nacrtane na karti koje spajaju mjesta jednakog prosječnog atmosferskog tlaka reduciranog na razinu mora za određeno vremensko razdoblje. U meteorologiji, prikazani barometarski tlakovi svode se na razinu mora, a ne na površinski tlak na mjestima na karti. Raspodjela izobara usko je povezana s veličinom i smjerom polja vjetra i može se koristiti za predviđanje budućih vremenskih obrazaca. Izobare se obično koriste u televizijskim vremenskim izvješćima.
Izalobari su linije koje spajaju točke jednake promjene tlaka tijekom određenog vremenskog intervala. One se mogu podijeliti na anallobare, linije koje spajaju točke jednakog porasta tlaka tijekom određenog vremenskog intervala, i katalobare, linije koje spajaju točke jednakog pada tlaka. Općenito, vremenski sustavi kreću se duž osi koja spaja visoke i niske izalobarične centre- Izalobarični gradijenti su važne komponente vjetra jer povećavaju ili smanjuju geostrofni vjetar.
Izopiknal je linija konstantne gustoće. Izovisina ili izohipsa je linija konstantne geopotencijalne visine na nepromijenjenu veličinu tlaka grafikonu. Izohipsa i izovisina su jednostavno poznate kao linije koje pokazuju jednak pritisak na karti.

## Popis izolinija u meteorologiji
- Izoterme su linije koje na zemljopisnoj karti spajaju točke jednakih vrijednosti temperature
- Izoplete su linije koje na karti povezuju sva mjesta s istim dnevnim hodom padalina.
- Izohele su linije koje spajaju geografske točke s jednakim trajanjem sijanja Sunca ili druge oblike sunčevog zračenja tijekom određenog vremenskog razdoblja.[6]
- Izonefe su linije na vremenskoj karti ili grafikonu koje spajaju koja povezuje točke s jednakom količinom naoblake.
- Izohijete (grč. isos = jednak, hyetos = kiša) su linije koje na kartama povezuju mjesta jednake količine padalina.
- Izohigre su linije koje na meteorološkoj karti spajaju mjesta (točke) s jednakom relativnom vlažnošću zraka.[7]
- Izotahe su linije koje na meteorološkoj karti spajaju mjesta (točke) s istom brzinom vjetra.[8]
- Izodrozoterme su linije koje koje na meteorološkoj karti spajaju mjesta s istim vrijednostima točke rosišta.[9]